# 안재홍 (1986년)
안재홍(安宰弘, 1986년 3월 31일 ~ )은 대한민국의 배우이다.

## 학력
- 대연고등학교 (졸업)
- 건국대학교 영화과 (졸업)

## 출연 작품

### 영화
- 2009년  영화  《구경》
- 2010년  영화  《술술》
- 2011년  영화  《굿바이 보이》 ... 종용 일당 역
- 2011년  영화  《북촌방향》 ... 학생 1 역
- 2013년  영화  《1999, 면회》 ... 승준 역
- 2013년  영화  《누구의 딸도 아닌 해원》 ... 학생 1 역
- 2013년  영화  《레몬타임》 ... 욱 역
- 2014년  영화  《족구왕》 ... 홍만섭 역
- 2014년  영화  《타짜: 신의 손》 ... 운도 역
- 2014년  영화  《레드카펫》 ... 풍차 역
- 2014년  영화  《썸남썸녀》 ... 남자 2호 역
- 2014년  영화  《미성년》 ... 태식 역
- 2014년  영화  《열아홉, 연주》 ... 각본 & 감독
- 2015년  영화  《쎄시봉》 ... 병철 역
- 2015년  영화  《스물》 ... 인국 역
- 2015년  영화  《차이나타운》 ... 지방 경찰 2 역
- 2015년  영화  《여자, 남자》
- 2015년  영화  《도리화가》 ... 용복 역
- 2015년  영화  《선지자의 밤》 ... 갑봉 부하 역
- 2016년  영화  《널 기다리며》 ... 차대섭 형사 역
- 2016년  영화  《위대한 소원》 ... 갑덕 역
- 2016년  영화  《굿바이 싱글》 ... 한덕수 역
- 2016년  영화  《범죄의 여왕》 ... 합격탕 고시생 역
- 2016년  영화  《걷기왕》 ... 소순이 역
- 2016년  영화  《산나물 처녀》 ... 리차드 역
- 2017년  영화  《조작된 도시》 ... 데몰리션 역
- 2017년  영화  《밤의 해변에서 혼자》 ... 승희 역
- 2017년  영화  《임금님의 사건수첩》 ... 윤이서 역
- 2018년  영화  《풀잎들》 ... 홍수 역
- 2018년  영화  《소공녀》 ... 한솔 역
- 2019년  영화  《걸캅스》 ... 클럽 앞 덩치 1 역
- 2020년  영화  《해치지않아》 ... 강태수 역
- 2020년  영화  《사냥의 시간》 ... 장호 역
- 2020년  영화  《울렁울렁 울렁대는 가슴 안고》 … 감독, 주연
- 2023년  영화  《리바운드》 ... 강영현 역
- 2025년  영화  《하이파이브》 … 지성 역

### 드라마
- 2014년 네이버 TV 웹 드라마 《출중한 여자》 ... 안재홍 역
- 2014년 다음 TV팟 웹 드라마 《썸남썸녀》 ... 남자 2호 역
- 2015년 tvN 금토드라마 《응답하라 1988》 ... 김정봉 역
- 2016년 SBS 드라마스페셜 《푸른 바다의 전설》 ... 김봉덕 《토마스 선도사》 (2회 특별출연)
- 2017년 KBS2 월화드라마 《쌈 마이웨이》 ... 김주만 역
- 2019년 JTBC 금토드라마 《멜로가 체질》 ... 손범수 역
- 2019년 Netflix 오리지널 드라마 《킹덤》 ... 문수 역
- 2023년 Netflix 오리지널 드라마 《마스크걸》 ... 주오남 역
- 2024년 TVING 오리지널 드라마 《LTNS》 ... 사무엘 역
- 2024년 Netflix 오리지널 드라마 《닭강정》 ... 고백중 역
- 2026년 tvN 드라마 《두 번째 시그널》

## 기타 활동

### 텔레비전 프로그램
| 연도 | 방송사 | 제목                                      | 역할     | 비고  |
| ---- | ------ | ----------------------------------------- | -------- | ----- |
| 2016 | tvN    | 꽃보다 청춘 - 아프리카 편                 | 본인     | 7부작 |
| 2016 | tvN    | 내 귀에 캔디                              | 게스트   |       |
| 2020 | tvn    | 트래블러 (텔레비전 프로그램) - 아르헨티나 | 고정출연 |       |
| 2020 | SBS    | 런닝맨 (해치지않아 특집)                  | 게스트   |       |
| 2020 | JTBC   | 아는형님                                  | 게스트   |       |

### 라디오 프로그램
| 연도 | 방송사     | 제목                       | 역할   | 비고       |
| ---- | ---------- | -------------------------- | ------ | ---------- |
| 2016 | SBS 파워FM | 박선영의 씨네타운          | 게스트 | 2016.2.12  |
| 2016 | MBC FM4U   | 두시의 데이트 박경림입니다 | 게스트 | 2016.4.5   |
| 2016 | SBS 파워FM | 박선영의 씨네타운          | 게스트 | 2016.12.12 |
| 2016 | SBS 파워FM | 최화정의 파워타임          | 게스트 | 2016.12.23 |
| 2017 | MBC FM4U   | 정오의 희망곡 김신영입니다 | 게스트 | 2017.04.11 |

### 뮤직 비디오
| 연도 | 가수            | 제목                                   |
| ---- | --------------- | -------------------------------------- |
| 2014 | 짙은            | 〈잘 지내자, 우리〉                    |
| 2014 | 에피톤 프로젝트 | 〈그녀〉                               |
| 2017 | Zion.T          | 〈눈〉(feat.이문세)                    |
| 2019 | 월간 윤종신     | 〈이별하긴 하겠지〉(with.김필, 천단비) |
| 2019 | 월간 윤종신     | 〈워커홀릭〉(with.하동균)              |

### 광고
| 연도        | 기업명               | 제품명                                             | 종류                 | 공동 출연              |
| ----------- | -------------------- | -------------------------------------------------- | -------------------- | ---------------------- |
| 2015        | 기아자동차           | K5 디젤 (바이럴 광고)                              | 자동차               | 이동휘                 |
| 2015        | CJ제일제당           | 스팸 × 응답하라 1988 (풋티지 광고)                 | 통조림햄             |                        |
| 2015        | 한국화장품           | 더샘 × 응답하라 1988 (풋티지 광고)                 | 화장품               | 이민지                 |
| 2015        | olleh                | GIGA 캠페인 '대답하라 1988' (바이럴 광고)          | 통신                 | 김성균, 라미란, 류준열 |
| 2015        | 롯데칠성음료         | 밀키스 × 응답하라 1988 (풋티지 광고)               | 음료                 |                        |
| 2015        | SK플래닛             | 11번가 '새할인 운동' × 응답하라 1988 (풋티지 광고) | 오픈마켓             |                        |
| 2016        | NH투자증권           | NH투자증권 '큐브'                                  | 증권                 |                        |
| 2016        | CJ제일제당           | BYO 장유산균                                       | 유산균 전문브랜드    | 라미란                 |
| 2016        | 농심                 | 짜왕                                               | 라면                 | 류준열, 김설           |
| 2016        | (주)쌤소나이트코리아 | 쌤소나이트 커브 (바이럴 광고)                      | 가방                 |                        |
| 2017~(현재) | 영화진흥위원회       | 무비히어로                                         | 영화합법 유통 캠페인 |                        |
| 2017~(현재) | 동서식품             | 맥심 모카골드                                      | 커피                 | 남궁민                 |
| 2017~(현재) | 잡코리아             | 알바몬                                             | 구인구직 포털서비스  | 성동일                 |

## 수상 및 후보
| 연도 | 시상식                                     | 부문                            | 작품          | 결과 |
| ---- | ------------------------------------------ | ------------------------------- | ------------- | ---- |
| 2012 | 제17회 부산국제영화제 한국영화감독조합상   | 남자배우상                      | 1999, 면회    | 수상 |
| 2014 | 제51회 대종상                              | 신인남우상                      | 족구왕        | 후보 |
| 2014 | 제35회 청룡영화상                          | 신인남우상                      | 족구왕        | 후보 |
| 2015 | 제10회 맥스무비 최고의 영화상              | 최고의 남자신인배우상           | 족구왕        | 후보 |
| 2015 | 제2회 들꽃영화상                           | 남우주연상                      | 족구왕        | 수상 |
| 2015 | 제24회 부일영화상                          | 신인 남자연기상                 | 족구왕        | 후보 |
| 2015 | 제15회 디렉터스 컷 시상식                  | 올해의 남자신인연기자상         | 족구왕        | 수상 |
| 2016 | 제52회 백상예술대상                        | TV부문 남자 신인연기상          | 응답하라 1988 | 후보 |
| 2016 | 제9회 코리아 드라마 어워즈                 | 남자 신인연기상                 | 응답하라 1988 | 후보 |
| 2016 | 2016 대한민국광고대상(한국광고총연합회)    | 광고인이 뽑은 최고의 광고모델상 | 빈칸          | 수상 |
| 2017 | 제10회 코리아 드라마 어워즈                | 남자 우수연기상                 | 쌈 마이웨이   | 후보 |
| 2017 | 제1회 더 서울어워즈                        | 드라마 부문 남우조연상          | 쌈 마이웨이   | 후보 |
| 2017 | KBS 연기대상                               | 남자 신인연기상                 | 쌈 마이웨이   | 수상 |
| 2018 | 제54회 백상예술대상                        | TV부문 남자 조연상              | 쌈 마이웨이   | 후보 |
| 2018 | 제13회 숨피 어워즈                         | 최우수조연상 남자부문           | 쌈 마이웨이   | 후보 |
| 2023 | 제59회 대종상                              | 시리즈 남우상                   | 마스크걸      | 후보 |
| 2024 | 제22회 디렉터스 컷 어워즈                  | 시리즈부문 올해의 남자배우상    | 마스크걸      | 수상 |
| 2024 | 제60회 백상예술대상                        | TV부문 남자 조연상              | 마스크걸      | 수상 |
| 2024 | 제3회 청룡 시리즈 어워즈                   | 남우조연상                      | 마스크걸      | 수상 |
| 2024 | 제19회 서울 드라마 어워즈                  | 남자 연기자상                   | 마스크걸      | 수상 |
| 2024 | 제6회 아시아콘텐츠어워즈 & 글로벌OTT어워즈 | 남자 조연배우상                 | 마스크걸      | 수상 |
| 2025 | 제23회 디렉터스 컷 시상식                  | 시리즈부문 올해의 남자배우상    | LTNS          | 후보 |